# Ulisses dos Santos
Ulisses dos Santos, född 13 maj 1929, död 17 mars 2021, var en friidrottare från Brasilien. Han deltog vid olympiska sommarspelen 1956.